# Heratemis enodis
Heratemis enodis är en stekelart som beskrevs av Wu och Chen 1994. Heratemis enodis ingår i släktet Heratemis och familjen bracksteklar. Inga underarter finns listade i Catalogue of Life.